# Чемпионат СССР по классической борьбе 1968
37-й Чемпионат СССР по классической борьбе 1968 года проходил в Алма-Ате (наилегчайший, полулёгкий, полусредний и полутяжёлый веса) с 6 по 8 апреля и Куйбышеве с 13 по 16 апреля (легчайший, лёгкий, средний и тяжёлый веса). В соревнованиях участвовало 169 борцов.

## Медалисты
| Весовая категория | Золото                                             | Серебро                                     | Бронза                                           |
| ----------------- | -------------------------------------------------- | ------------------------------------------- | ------------------------------------------------ |
| Наилегчайший вес  | Иван Михайлишин «Локомотив» (Львов)                | Николай Фальков «Спартак» (Барнаул)         | Сергей Рыбалко «Динамо» (Запорожье)              |
| Легчайший вес     | Георгий Захарян «Буревестник» (Ереван)             | Владлен Тростянский Вооружённые Силы (Киев) | Валерий Бабачанах «Спартак» (Волгоград)          |
| Полулёгкий вес    | Иван Зайцев «Динамо» (Москва)                      | Сергей Агамов «Динамо» (Ереван)             | Анатолий Вотинцев «Спартак» (Новосибирск)        |
| Лёгкий вес        | Геннадий Сапунов «Спартак» (Московская область)    | Эдуард Никифоров «Спартак» (Фрунзе)         | Рашат Камалов «Труд» (Казань)                    |
| Полусредний вес   | Владислав Ивлев «Буревестник» (Московская область) | Виктор Игуменов «Спартак» (Омск)            | Сайд-Ахмад Абдулаев Вооружённые Силы (Ленинград) |
| Средний вес       | Омар Блиадзе «Буревестник» (Тбилиси)               | Тамаз Мачавариани «Гантиади» (Тбилиси)      | Валентин Оленик «Спартак» (Новокузнецк)          |
| Полутяжёлый вес   | Валерий Анисимов Вооружённые Силы (Москва)         | Римантас Багдонас «Динамо» (Вильнюс)        | М. Чибурданидзе «Буревестник» (Тбилиси)          |
| Тяжёлый вес       | Владимир Сусич Вооружённые Силы (Минск)            | Анатолий Рощин Вооружённые Силы (Ленинград) | Виктор Абеленцев «Спартак» (Волгоград)           |